# Élections législatives de 1981 dans les Alpes-de-Haute-Provence
Les élections législatives françaises de 1981 dans les Alpes-de-Haute-Provence se déroulent les 14 et 21 juin 1981.

## Élus
| Circonscription | Député sortant  | Parti | Parti | Député élu ou réélu | Parti | Parti |
| --------------- | --------------- | ----- | ----- | ------------------- | ----- | ----- |
| 1re             | François Massot |       | MRG   | François Massot     |       | MRG   |
| 2e              | Pierre Girardot |       | PCF   | André Bellon        |       | PS    |

## Positionnement des partis
Dans le département, le Parti socialiste et le Mouvement des radicaux de gauche présentent des candidats communs tandis que le Parti communiste français se présente sous l'étiquette « majorité d'union de la gauche ».
Quant à la majorité sortante, réunie dans l'Union pour la nouvelle majorité, elle soutient des candidats dans les deux circonscriptions : Henri Savornin pour le RPR dans la 1re, Jean Cabanne pour l'UDF dans la 2e.
Enfin, on compte deux candidats écologistes, dont un au nom du « Renouveau haut provençal » dans la circonscription de Manosque.

## Résultats

### Résultats à l'échelle du département
| Parti          | Parti                              | Premier tour | Premier tour | Second tour | Second tour | Sièges |
| Parti          | Parti                              | Voix         | %            | Voix        | %           | Sièges |
| -------------- | ---------------------------------- | ------------ | ------------ | ----------- | ----------- | ------ |
|                | Parti communiste français          | 16 456       | 26,26        | Retrait     | Retrait     | 0      |
|                | Mouvement des radicaux de gauche   | 11 548       | 18,43        | 19 059      | 28,41       | 1      |
|                | Parti socialiste                   | 9 934        | 15,85        | 20 017      | 29,84       | 1      |
|                | Majorité présidentielle            | 37 938       | 60,54        | 39 076      | 58,25       | 2      |
|                |                                    |              |              |             |             |        |
|                | Union pour la démocratie française | 12 530       | 20           | 15 326      | 22,84       | 0      |
|                | Rassemblement pour la République   | 10 065       | 16,06        | 12 687      | 18,91       | 0      |
|                | Union pour la nouvelle majorité    | 22 595       | 36,06        | 28 013      | 41,75       | 0      |
|                |                                    |              |              |             |             |        |
|                | Divers écologiste                  | 2 051        | 3,27         |             |             | 0      |
|                | Extrême droite                     | 76           | 0,12         | 0           |             |        |
|                | Extrême gauche                     | 1            | 0,00         | 0           |             |        |
|                |                                    |              |              |             |             |        |
| Inscrits       | Inscrits                           | 87 819       | 100,00       | 87 825      | 100,00      | 2      |
| Abstentions    | Abstentions                        | 24 208       | 27,57        | 19 252      | 21,92       |        |
| Votants        | Votants                            | 63 611       | 72,43        | 68 573      | 78,08       |        |
| Blancs et nuls | Blancs et nuls                     | 950          | 1,49         | 1 484       | 2,16        |        |
| Exprimés       | Exprimés                           | 62 661       | 98,51        | 67 089      | 97,84       |        |

### Résultats par circonscription

#### Première circonscription (Digne)
| Candidat              | Candidat                      | Parti             | Premier tour | Premier tour | Second tour | Second tour |  |
| Candidat              | Candidat                      | Parti             | Voix         | %            | Voix        | %           |  |
| --------------------- | ----------------------------- | ----------------- | ------------ | ------------ | ----------- | ----------- |  |
|                       | François Massot sortant réélu | MRG               | 11 548       | 39,33        | 19 059      | 60,03       |  |
|                       | Henri Savornin                | RPR (UNM)         | 10 065       | 34,29        | 12 687      | 39,97       |  |
|                       | Raymond Philippe              | PCF               | 6 754        | 23,00        | Retrait     | Retrait     |  |
|                       | Martine Fenestraz             | Divers écologiste | 916          | 3,12         |             |             |  |
|                       | F. Bonnet                     | PFN               | 76           | 0,26         |             |             |  |
|                       |                               |                   |              |              |             |             |  |
| Inscrits              | Inscrits                      | Inscrits          | 42 436       | 100,00       | 42 446      | 100,00      |  |
| Abstentions           | Abstentions                   | Abstentions       | 12 530       | 29,53        | 9 965       | 23,48       |  |
| Votants               | Votants                       | Votants           | 29 906       | 70,47        | 32 481      | 76,52       |  |
| Blancs et nuls        | Blancs et nuls                | Blancs et nuls    | 547          | 1,83         | 735         | 2,26        |  |
| Exprimés              | Exprimés                      | Exprimés          | 29 359       | 98,17        | 31 746      | 97,74       |  |
| Source : Data.gouv.fr |                               |                   |              |              |             |             |  |

#### Deuxième circonscription (Manosque)
| Candidat              | Candidat                | Parti             | Premier tour | Premier tour | Second tour | Second tour |  |
| Candidat              | Candidat                | Parti             | Voix         | %            | Voix        | %           |  |
| --------------------- | ----------------------- | ----------------- | ------------ | ------------ | ----------- | ----------- |  |
|                       | Jean Cabanne            | UDF (UNM)         | 12 530       | 37,61        | 15 326      | 43,35       |  |
|                       | André Bellon élu        | PS                | 9 934        | 29,83        | 20 017      | 56,65       |  |
|                       | Pierre Girardot sortant | PCF               | 9 702        | 29,14        | Retrait     | Retrait     |  |
|                       | Roger Verdegen          | Divers écologiste | 1 135        | 3,41         |             |             |  |
|                       | Jacqueline Vecchioni    | CCA               | 1            | 0,01         |             |             |  |
|                       |                         |                   |              |              |             |             |  |
| Inscrits              | Inscrits                | Inscrits          | 45 383       | 100,00       | 45 379      | 100,00      |  |
| Abstentions           | Abstentions             | Abstentions       | 11 678       | 25,73        | 9 287       | 20,47       |  |
| Votants               | Votants                 | Votants           | 33 705       | 74,27        | 36 092      | 79,53       |  |
| Blancs et nuls        | Blancs et nuls          | Blancs et nuls    | 403          | 1,2          | 749         | 2,08        |  |
| Exprimés              | Exprimés                | Exprimés          | 33 302       | 98,8         | 35 343      | 97,92       |  |
| Source : Data.gouv.fr |                         |                   |              |              |             |             |  |